# Ville-sur-Yron
Ville-sur-Yron est une commune française située dans le département de Meurthe-et-Moselle en Lorraine, dans la région administrative Grand Est.

## Géographie
Ville-sur-Yron est une commune (dans l'ancienne province du Barrois, sur l'Yron) située dans le parc naturel régional de Lorraine en Meurthe-et-Moselle à 30 minutes de Metz et à 8 minutes de Jarny.
|                      | Jarny          |          |
| Brainville           | Ville-sur-Yron | Bruville |
| Hannonville-Suzémont | Mars-la-Tour   |          |

### Hydrographie

#### Réseau hydrographique
La commune est dans le bassin versant du Rhin au sein du bassin Rhin-Meuse. Elle est drainée par le ruisseau de Geruville, le ruisseau de la Passee, le ruisseau du Fond de la Cuve et l'Yron,.

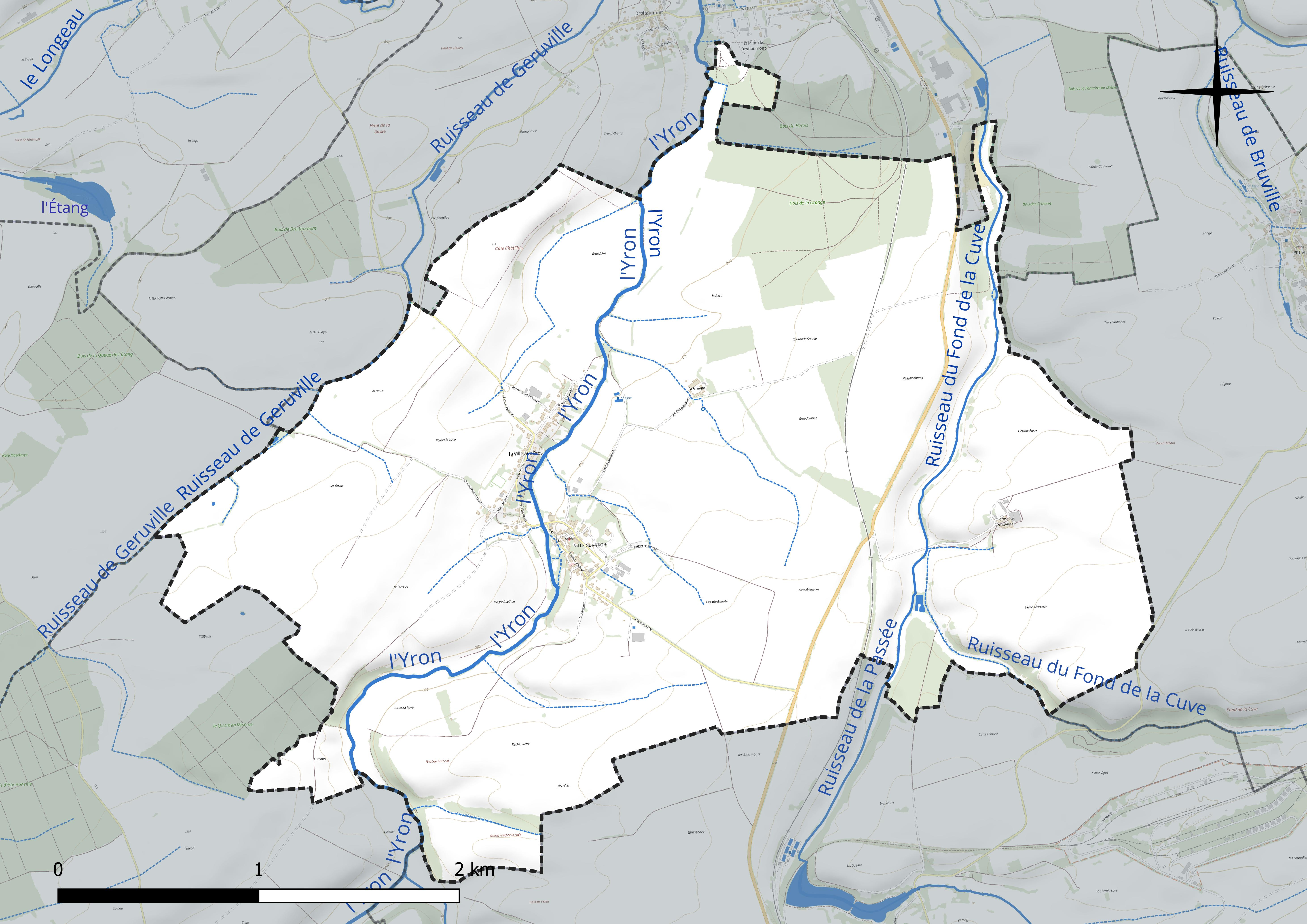
Réseau hydrographique de Ville-sur-Yron.

#### Gestion et qualité des eaux
Le territoire communal est couvert par le schéma d'aménagement et de gestion des eaux (SAGE) « Bassin ferrifère ». Ce document de planification concerne le périmètre des anciennes galeries des mines de fer, des aquifères et des bassins versants hydrographiques associés qui s’étend sur 2 418 km2. Les bassins versants concernés sont celui de la Chiers en amont de la confluence avec l'Othain, et ses affluents (la Crusnes, la Pienne, l'Othain), celui de l'Orne et ses affluents et celui de la Fensch, le Veymerange, la Kiesel et les parties françaises du bassin versant de l'Alzette et de ses affluents (Kaylbach, ruisseau de Volmerange). Il a été approuvé le 27 mars 2015. La structure porteuse de l'élaboration et de la mise en œuvre est la région Grand Est. 
La qualité des cours d’eau peut être consultée sur un site dédié géré par les agences de l’eau et l’Agence française pour la biodiversité. 

### Climat
Pour des articles plus généraux, voir Climat du Grand Est et Climat de Meurthe-et-Moselle.
En 2010, le climat de la commune est de type climat des marges montargnardes, selon une étude du Centre national de la recherche scientifique s'appuyant sur une série de données couvrant la période 1971-2000. En 2020, Météo-France publie une typologie des climats de la France métropolitaine dans laquelle la commune est exposée à un climat semi-continental et est dans la région climatique  Lorraine, plateau de Langres, Morvan, caractérisée par un hiver rude (1,5 °C), des vents modérés et des brouillards fréquents en automne et hiver. 
Pour la période 1971-2000, la température annuelle moyenne est de 9,6 °C, avec une amplitude thermique annuelle de 16,7 °C. Le cumul annuel moyen de précipitations est de 800 mm, avec 12,4 jours de précipitations en janvier et 9,2 jours en juillet. Pour la période 1991-2020, la température moyenne annuelle observée sur la station météorologique de Météo-France la plus proche, « Doncourt-lès-Conflans », sur la commune de Doncourt-lès-Conflans à 6 km à vol d'oiseau, est de 10,7 °C et le cumul annuel moyen de précipitations est de 710,3 mm. 
La température maximale relevée sur cette station est de 40,9 °C, atteinte le 25 juillet 2019 ; la température minimale est de −16,5 °C, atteinte le 26 décembre 2010,,. 
Les paramètres climatiques de la commune ont été estimés pour le milieu du siècle (2041-2070) selon différents scénarios d'émission de gaz à effet de serre à partir des nouvelles projections climatiques de référence DRIAS-2020. Ils sont consultables sur un site dédié publié par Météo-France en novembre 2022.

## Urbanisme

### Typologie
Au 1er janvier 2024, Ville-sur-Yron est catégorisée commune rurale à habitat dispersé, selon la nouvelle grille communale de densité à sept niveaux définie par l'Insee en 2022.
Elle est située hors unité urbaine. Par ailleurs la commune fait partie de l'aire d'attraction de Metz, dont elle est une commune de la couronne,. Cette aire, qui regroupe 245 communes, est catégorisée dans les aires de 200 000 à moins de 700 000 habitants,.

### Occupation des sols
L'occupation des sols de la commune, telle qu'elle ressort de la base de données européenne d’occupation biophysique des sols Corine Land Cover (CLC), est marquée par l'importance des territoires agricoles (88,5 % en 2018), une proportion identique à celle de 1990 (88,5 %). La répartition détaillée en 2018 est la suivante : terres arables (72,3 %), prairies (16,2 %), forêts (6,1 %), zones urbanisées (3,7 %), milieux à végétation arbustive et/ou herbacée (1,7 %), zones industrielles ou commerciales et réseaux de communication (0,1 %). L'évolution de l’occupation des sols de la commune et de ses infrastructures peut être observée sur les différentes représentations cartographiques du territoire : la carte de Cassini (XVIIIe siècle), la carte d'état-major (1820-1866) et les cartes ou photos aériennes de l'IGN pour la période actuelle (1950 à aujourd'hui).

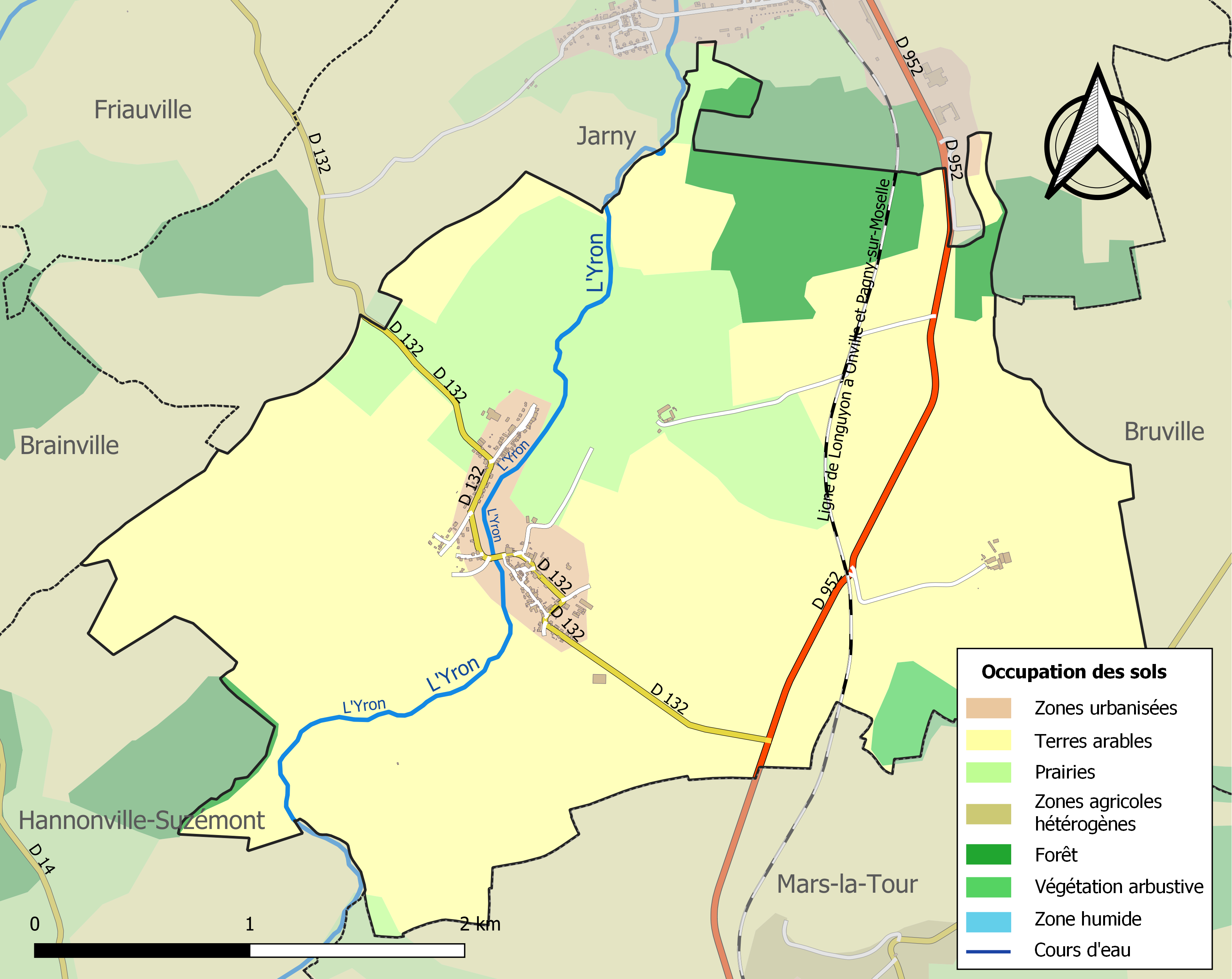
Carte des infrastructures et de l'occupation des sols de la commune en 2018 (CLC).

## Toponymie
Le nom de la localité est attesté sous les formes Villa super fluvium Oran (1192) ; Vile-sor-Yron (1252) ; Ville-sus-Yron (XVe siècle) ; Ville-seul-Ron (1437) ; Ville-sur-Ion, Ville-sur-Illon (1505) ; Ville-sur-Yon (1534) ; Villa supra Yronam, Yronnam (1544) ; Ville Suryon (1571) ; Ville-sur-Illon (1756).

Ville : du mot villa ; les villas gallo-romaines, mérovingiennes et carolingiennes gagnant en importance pendant le Moyen Âge, le sens évolue vers village, car certaines sont devenues des villages et d'autres des villes. Le nom a progressivement suivi leur évolution et remplacé le latin vicus.
L'Yron est une rivière française qui coule dans les départements lorrains de la Meuse et de Meurthe-et-Moselle.

## Histoire
La seigneurie de la Ville-sur-Yron fut d'abord la propriété de la famille qui porte ce nom puis celle de la Maison de Gourcy ainsi que des Chamissot et autres nobles familles en vue à la Cour de Lorraine comme les Petits Chevaux de Lorraine,.
La bataille de Mars-la-Tour, le 16 août 1870, se déroula en partie autour de la ferme de Grizières qui est située sur la commune de Ville-sur-Yron.

### Première Guerre mondiale(1914-1918)
Après quelques semaines de combats sur les frontières de l’Est, les troupes françaises se replient sur les hauteurs de Meuse et pendant 52 mois, le village sert de village de repos pour les unités allemandes qui se battent autour de Verdun et dans le saillant de Saint-Mihiel.
Au moment où la guerre éclate, les jeunes et un peu moins jeunes de 18 à 40 ans ont été mobilisés… 68 jeunes hommes mobilisés en 1914 et parmi eux les seize « Morts pour la France » figurant sur le monument aux morts.

## Politique et administration

### Résultats des élections
Onze sièges de conseillers municipaux sont à pouvoir par scrutin majoritaire,.
Au premier tour des élections municipales de 2008, Luc Delmas est élu en tête avec 163 suffrages sur 197 votants (77,87 % de participation, 22,13 % d'abstention).
Au premier tour des élections municipales de 2014, Luc Delmas est élu en tête avec 161 suffrages sur 185 votants (81,50 % de participation, 18,50 % d'abstention).
Au premier tour des élections municipales de 2020, Jackie Césaroni est élu en tête avec 134 suffrages sur 149 votants (66,52 % de participation, 33,48 % d'abstention).

### Liste des maires
Sous la Révolution, les maires sont d'abord élus. Puis, de 1800 à 1884, ils sont nommés. C'est le 5 avril 1884, qu'une loi sur l’organisation municipale est promulguée, qui régit le principe de l'élection du maire et des adjoints par le conseil municipal (mandat de quatre ans, puis six ans à partir d'avril 1929). En 1940, le gouvernement de Vichy décide de nommer les maires, sauf pour les petites communes. En 1945 les femmes sont enfin admises non seulement à voter mais aussi à administrer les municipalités.
À Ville-sur-Yron, le premier maire sous la Révolution est élu le 14 décembre 1789. À partir du 10 novembre 1793, l'élection du maire est faite au suffrage universel masculin. Les maires sont ensuite désignés jusqu'en 1884.

## Population et société

### Démographie
L'évolution du nombre d'habitants est connue à travers les recensements de la population effectués dans la commune depuis 1793. Pour les communes de moins de 10 000 habitants, une enquête de recensement portant sur toute la population est réalisée tous les cinq ans, les populations de référence des années intermédiaires étant quant à elles estimées par interpolation ou extrapolation. Pour la commune, le premier recensement exhaustif entrant dans le cadre du nouveau dispositif a été réalisé en 2005.

En 2022, la commune comptait 296 habitants, en évolution de −0,34 % par rapport à 2016 (Meurthe-et-Moselle : −0,13 %, France hors Mayotte : +2,11 %).
| 1793 | 1800 | 1806 | 1821 | 1836 | 1841 | 1861 | 1866 | 1872 |
| ---- | ---- | ---- | ---- | ---- | ---- | ---- | ---- | ---- |
| 236  | 142  | 175  | 307  | 369  | 380  | 361  | 356  | 336  |

| 1876 | 1881 | 1886 | 1891 | 1896 | 1901 | 1906 | 1911 | 1921 |
| ---- | ---- | ---- | ---- | ---- | ---- | ---- | ---- | ---- |
| 338  | 338  | 322  | 325  | 300  | 294  | 297  | 327  | 321  |

| 1926 | 1931 | 1936 | 1946 | 1954 | 1962 | 1968 | 1975 | 1982 |
| ---- | ---- | ---- | ---- | ---- | ---- | ---- | ---- | ---- |
| 314  | 294  | 278  | 264  | 279  | 258  | 240  | 209  | 259  |

| 1990 | 1999 | 2005 | 2006 | 2010 | 2015 | 2020 | 2022 | - |
| ---- | ---- | ---- | ---- | ---- | ---- | ---- | ---- | - |
| 284  | 293  | 285  | 284  | 301  | 300  | 298  | 296  | - |

### Enseignement
L’école n’a pas toujours existé sous la forme où nous la connaissons, obligatoire, gratuite et laïque. Il a fallu attendre les lois de Jules Ferry de 1882-1886 pour que la République, la IIIe, rende possible l’instruction publique pour tous, garçons et filles jusqu’à 13 ans puis 14 ans avec les lois de Jean Zay, ministre du Front populaire en 1936. Auparavant, l’école existait sous une autre forme.
Depuis l’Ancien Régime, en particulier en Lorraine, chaque paroisse a son école et beaucoup d'hommes savent écrire leur nom sur les registres ainsi que les conscrits du début du XIXe siècle. Le maître d’école, contractuel de la paroisse a une rétribution variable et il doit ajouter à sa fonction d’écolâtre celle de chantre, de greffier, parfois de fossoyeur. Ses revenus et ses obligations sont définis lors des plaids annuels (assemblées villageoises). En 1808, après la Révolution, le seul contrat retrouvé jusqu’à lors, est signé avec le maire. Il rappelle toutes les tâches de celui qui s’appelle désormais instituteur. Ensuite, au XIXe, les réformes touchent peu à peu, toutes les communes. Elles sont associées à quelques noms, Guizot, Victor Duruy et puis Jules Ferry.
L’école de Ville-sur-Yron
Le premier cadastre ou cadastre napoléonien est achevé en 1817. Sur le plan du village, on remarque en bleu l'église et le château qui possède encore son corps central. La mairie et l'école ne sont pas construites.
En 1834, a lieu une enquête du maire d'Hannonville, René Louis Bloquin, commis par la sous-préfecture pour étudier le sujet de l'emprunt de 2 500 Fr pour construire une maison d'école. Vingt-deux habitants sont présents, tous d'accord, insistant même sur la nécessité de fixer ainsi un instituteur logé. C'est en 1836 que fut édifié le rez-de-chaussée du bâtiment actuel, à l'origine une école seulement, sans mairie.
Le 21 février 1865, construction des lieux d'aisance à l'école, et le 8 décembre 1872, enquête sur la situation matérielle des maisons d’école : la maison d’école est la propriété de la commune qui l’a fait construire à ses frais. L’état extérieur est bon, la salle d’école est très saine ; élevée au-dessus du sol, elle mesure 8,50 m sur 5,55 m sur 2,92 m de haut. Elle dispose de quatre fenêtres d’une surface totale de 6,60 m2. 58 élèves peuvent être accueillis, il faudrait refaire le blanchissage et les peintures, le mobilier devrait être complété ainsi : un poêle en fonte garni de ses buses, renouveler six tables-bancs d’élèves, à l’extérieur une clochette pour appeler les élèves… les latrines sont neuves… le logement de l’instituteur comprend une cuisine, une chambre à coucher ; une autre plus petite… les jardins attenant à la maison contient 1 a × 5 ca, un second jardin éloigné de la maison est plus grand et plus productif ; sa contenance est de 9 a × 50 ca. L’instituteur jouit d’un lot de portion spécial (signé Vivien maire).
Le 31 août 1878 a lieu l'appropriation pour une extension de la maison d'école.
Cinquante francs secours sont alloués le 4 octobre 1909 pour des travaux à la maison d'école : blanchir et peindre la salle de classe. En 1913, avec l'ouverture de mines dans la région la population augmente de 10 % et on relance le projet envisagé 26 ans plus tôt d'agrandir l'école et de créer une mairie. En 1913, un devis estimatif, de l’architecte Henri Ménard de Jarny s’accompagne d’un questionnaire, dont voici des extraits : « école mixte population de 327 habitants soit plus 31 entre 1906 et 1911 liée à l'industrie minière dans les environs… les 5 à 13 ans sont 55 ; pas de maternelle ni d’école libre, ni d’école mixte… une classe création légale 18 janvier 1897 ». Le projet répond aux raisons suivantes :
1. insuffisance de l’ancienne salle de classe qui n’avait que 36 m2 de surface pour 55 élèves ;
2. nécessité de rendre indépendant le service scolaire du service de la mairie : il n’y à, l’heure présente de local pour la mairie ;
3. nécessité de donner à l’instituteur un logement suffisant…

D’après le projet on obtient :
- Une salle de classe indépendante avec vestiaire d’une surface de 60 m2 et pouvant recevoir toute la population scolaire. Le sous-sol correspondant pourra servir de préau couvert, il est en rez-de-chaussée par rapport à la rue qui longe la façade postérieure du bâtiment.
- L’ancienne classe partagée en deux parties par une cloison laisse une salle pour la mairie en façade principale et une chambre nouvelle pour l’instituteur sur la façade postérieure (le 24 avril 1913 l’inspecteur primaire signe).

En 1922, le maire fournit au préfet de Meurthe-et-Moselle les renseignements suivants au sujet de la demande faite par le ministre des Régions Libérées : « La commune n’a jamais eu de mairie et c’est la salle de classe de l’école primaire qui en a tenu lieu jusqu’ici, ce qui a toujours été une gêne pour l’école d’un côté et pour les services communaux et municipaux de l’autre. La création d’une mairie est donc de première utilité pour la commune. D’autre part, le logement de l’instituteur-directeur de l'école primaire est insuffisant, ne comprenant qu’une cuisine et deux pièces dont une très petite ». Finalement, les dommages de guerre permirent la construction de l'étage en 1922 et du clocher deux ans plus tard. Celui-ci singularise le bâtiment en signalant le deuxième centre spirituel de la commune issu de la séparation de l’Église et de l’État.
En 1933, est aménagée une cour de récréation dans le jardin de l’école et en 1937 est créée une classe enfantine. Un projet de l’établir dans le presbytère est abandonné au profit d’une création à l’étage, moins coûteuse et demandant que l’inspection nomme désormais un couple d’instituteurs.
Les salles d’école sont repeintes en 1946 et 1955 par M. Daumail Jarny.
En 1957 est construit un préau dans la cour de l’école.
Les instituteurs
Les maîtres, régents d’école sont en place dans les villages lorrains depuis longtemps. En retrouver la trace n’est pas commode, et les registres paroissiaux sont à nouveau des outils précieux.
En 1974, première fermeture de l’école… la population passe de 240 en 1968 à 209. Seuls treize enfants sont scolarisés dans la commune et vingt-cinq à l’extérieur. L’école ouvre à nouveau en 1982, encadrée par des institutrices qui ne résident plus dans la commune.
L’école est définitivement fermée à la rentrée 1992.

### Manifestations culturelles et festivités
Chaque année, au mois de mai, le village se met au rythme du cinéma avec le Festival international du film documentaire sur la ruralité, ou Caméras des champs.
Le Festival international du film documentaire sur la ruralité se tient à Ville-sur-Yron à la fin du mois de mai. Il est organisé par la commune et le foyer rural de Ville-sur-Yron, avec le concours du Parc naturel régional de Lorraine. Le festival est soutenu par le Conseil régional de Lorraine, le Conseil général de Meurthe-et-Moselle, la Direction Régionale des Affaires Culturelles de Lorraine et la Communauté de Communes du Jarnisy. Depuis 25 ans Caméras des Champs permet de montrer les mutations des mondes ruraux. Aussi, loin d'un regard passéiste sur les campagnes, l'objectif du festival reste le même :
- susciter un échange sur les évolutions des paysages, sur les pratiques sociales des ruraux et néo-ruraux, sur l'impact des techniques, sur les villages et les habitats,
- voir comment changent aussi les représentations que chacun peut avoir du monde rural, habitants des villes, artistes, créateurs, décideurs divers et ruraux eux-mêmes.

Ce regard et ces évolutions ne se limitent pas aux horizons proches, aux paysages et modes de vie régionaux. Ils s'étendent bien au-delà des clichés identitaires trop souvent réducteurs. En effet, la diversité des mondes ruraux doit donner l'occasion à chacun de comparer, de remettre en cause, de changer l'échelle de ses propres perceptions. Seule l'image, l'image multiple, permet cet échange, cette vision singulière, cette composition en mosaïque des espaces ruraux. Et la vidéo, support de création souple et accessible à tous, permet aux amateurs comme aux professionnels de saisir et de reproduire une vision plurielle du monde. Un festival est l'occasion d'une rencontre. Il permet par la diffusion d'images autour du thème central, ici le monde rural, de provoquer une réflexion riche en donnant aux spectateurs comme aux créateurs l'occasion de briser la routine du flux ininterrompu d'images télévisuelles trop souvent reçues passivement. Il permet aux créateurs indépendants de trouver dans la compétition organisée une motivation supplémentaire et surtout de rencontrer ensuite le public de manière critique. Il permet aussi d'offrir aux réalisateurs une occasion de voir leur œuvre diffusée et reconnue.
À l'issue de la compétition, trois prix sont attribués par les membres du jury auxquels s’ajoutent le prix des habitants de Ville-sur-Yron et du public et le prix des lycéens.

## Culture locale et patrimoine

### Lieux et monuments

#### Édifices civils
- Château de la Grange-le-Châtelet (lieu-dit de Ville-aux-Prés). Ancien château relevant de la prévôté de Briey, paroisse de Ville-sur-Yron et communauté de Ville-aux-Prés. Ce qui restait de l'ancien château aurait été démoli vers 1850. Le site est actuellement occupé par une nouvelle ferme édifiée au XIXe siècle.
- Château de Ville-sur-Yron. Antérieur au XVIIe siècle et reconstruit en 1762 pour monseigneur Louis Joseph de Montmorency-Laval, évêque de Metz, à la place d'une ancienne maison forte. Il le revendit ensuite à monsieur de Chamissot qui fit achever les constructions et notamment les deux ailes.

#### Édifices religieux
Église paroissiale Saint-Gorgon

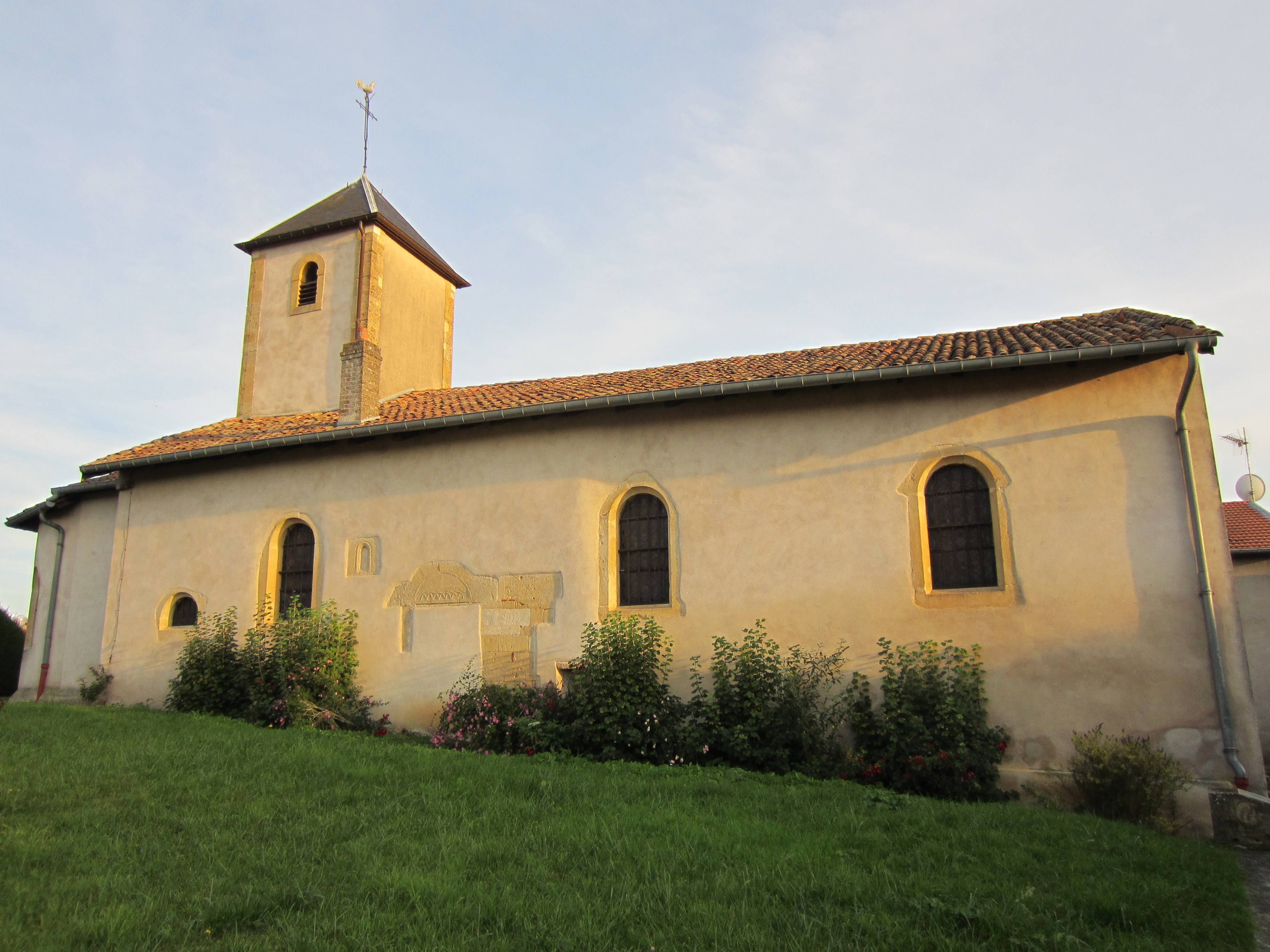
Église paroissiale Saint-Gorgon.

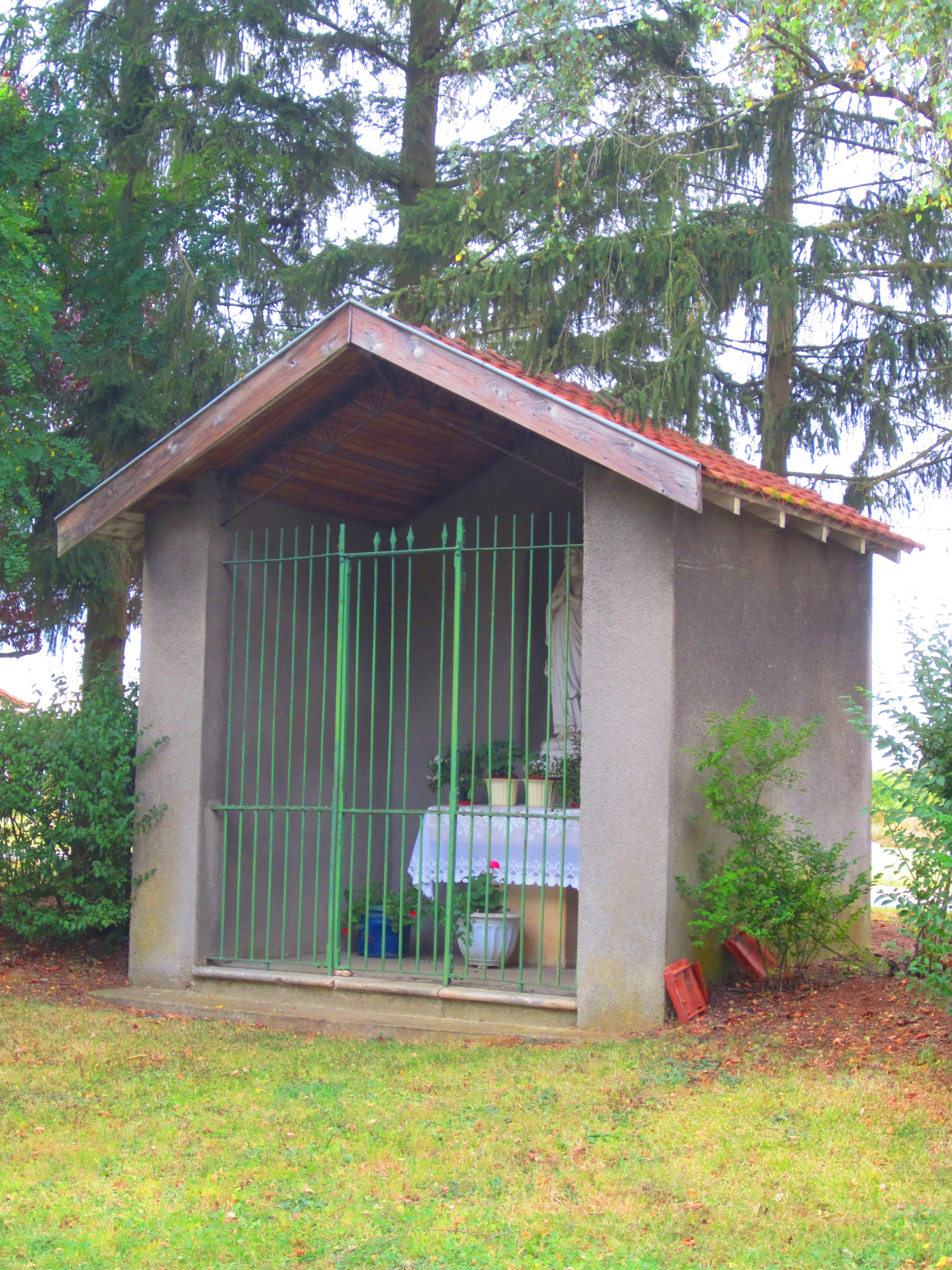
Chapelle-oratoire à La Ville-aux-Près.

Elle se caractérise par son chœur précédé d'un mur diaphragme datant probablement de la fin du XIIe siècle, par sa nef du XVIIIe siècle, et par son clocher reconstruit en 1835. Le chœur fut restauré et repercé aux XIXe et XXe siècles. L'édifice présente les vestiges d'une porte romane sur sa façade nord, provenant de l'ancienne église fortifiée dont il subsistait une meurtrière au XIXe siècle. Dans le chœur se trouvait jusqu'en 1912 de façon certaine l'épitaphe de François Antoine de Gourcy-Charey.
Église de Ville-sur-Yron
Elle appartenait lors de sa fondation à l'abbaye de Gorze. L'église est faite de pierres de Jaumont jaunes, partiellement en blocs, partiellement en moellons. La construction était crépie au-dehors comme à l'intérieur. Elle se compose d'une salle rectangulaire supportant une tour-clocher intégrée, un chœur rectangulaire assez court et une abside semi-circulaire. Elle se caractérise par une assise de sa tour-clocher intégrée, à l'est de la nef et non pas à l'ouest, comme il est habituel. Entre des piliers et des petits poteaux d'angle surmontés de petits chapiteaux cubiques, se trouvent deux espaces latéraux rectangulaires. Trois arcs permettent d'augmenter les deux espaces latéraux. Partant des deux piliers médians, des arcs se prolongent jusqu'au mur de la nef et entrent sans consoles dans le mur. Ces espaces avaient primitivement un plafond plat ; aujourd'hui, les deux espaces latéraux sont couverts par des voûtes sur une croisée d'ogives de style gothique tardif. Sur l'espace médian s'élève une tour refaite au XVIIIe siècle. Les piliers sont richement décorés : sur un socle repose un pilier avec petites colonnes latérales. Quatre petits chapiteaux cubiques et les piliers portent un renfort plat couvert de décors uniques : plaque, perles, platelet, gorge et petite gorge. En outre, la partie supérieure est décorée avec des ornements entaillés en forme d'étoile et de cercles. Les piliers dans les murs latéraux présentent des rebords profilés : sous les plus élevés, la plaque décorée avec des triangles, on voit une petite pente, un renflement, une plaquette, une gorge et un dernier petit creux. L'accès à la salle se faisait à l'époque romane par le portail nord fermé aujourd'hui. Le tympan montre des arcs gravés. Aujourd'hui, un portail baroque percé dans le mur ouest de la nef reprend l'ancienne fonction du portail nord. L'éclairage original venait des petites fenêtres en plein cintre : un guichet est toujours présent dans le mur sud.
Le joug du chœur est ouvert vers la nef par un arc de même hauteur et largeur que les arcs de l'espace médian sous la tour-clocher. L'abside se ferme en forme de cul-de-four avec deux fenêtres baroques. La fenêtre se trouvant dans l'axe médian a été modifiée avec la niche extérieure. Aujourd'hui, trois grandes fenêtres sur les côtés nord et sud éclairent la nef couverte à plat mise en place à l'époque baroque ; dans le coin nord-est de la nef, les restes de la corniche du toit ont été retrouvés avec l’amorce du pan des combles originaux. En conséquence, la hauteur de la salle originelle se trouve environ un demi-mètre au-dessous du commencement du toit d'aujourd'hui. Les points de repère pour la datation sont les tailloirs des supports centraux et des piliers engagés. Le profil en trois parties domine dans la deuxième moitié du XIIe siècle dans la région lorraine ; dans la première moitié apparaît isolé le profil des tailloirs en quatre parties. Oscillant entre des tailloirs à quatre ou trois parties ils se montrent comparables aux parties orientales de la cathédrale de Verdun. Tous les signes indiquent une époque d'origine située dans le deuxième quart du XIIe siècle.
Chapelle-oratoire de La Ville-aux-Près

### Personnalités liées à la commune
- Joséphine Barthélemy, née en 1896 à Ville-sur-Yron, victime d'un viol de guerre en 1916 et acquittée en janvier 1917 du meurtre de l'enfant né de ce viol.

### Héraldique

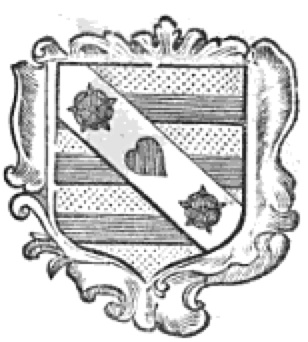
Blason de Jacques de Ville-sur-Iron.

| Blason de Ville-sur-Yron | Blason  | D'or à trois fasces d'azur à la bande d'argent chargée d'un cœur de gueules entre deux roses de même. |
| Blason de Ville-sur-Yron | Détails | Il s'agit du blason de la famille de Ville-sur-Yron. Jacques de Ville sur Yron, receveur de Sierck, a été anobli en 1580 par Charles III, duc de Lorraine. Le statut officiel du blason reste à déterminer. |